# العلاقات العمانية الهايتية
العلاقات العمانية الهايتية هي العلاقات الثنائية التي تجمع بين سلطنة عمان وهايتي.

## مقارنة بين البلدين
هذه مقارنة عامة ومرجعية للدولتين:
| وجه المقارنة                                              | سلطنة عمان    | هايتي                                |
| --------------------------------------------------------- | ------------- | ------------------------------------ |
| المساحة (كم2)                                             | 309.50 ألف    | 27.75 ألف                            |
| عدد السكان (نسمة)                                         | 4.64 مليون    | 10.98 مليون                          |
| الكثافة السكانية (ن./كم²)                                 | 14.99         | 395.68                               |
| العاصمة                                                   | مسقط          | بورت أو برانس                        |
| اللغة الرسمية                                             | اللغة العربية | لغة فرنسية، اللغة الكريولية الهايتية |
| العملة                                                    | ريال عماني    | جوردة هايتية                         |
| الناتج المحلي الإجمالي (بليون دولار)                      | 72.64 مليار   | 8.41 مليار                           |
| الناتج المحلي الإجمالي (تعادل القوة الشرائية) بليون دولار | 179.49 مليار  | 18.82 مليار                          |
| الناتج المحلي الإجمالي الاسمي للفرد دولار أمريكي          | 15.55 ألف     | 818                                  |
| الناتج المحلي الإجمالي للفرد دولار أمريكي                 | 38.63 ألف     | 1.73 ألف                             |
| مؤشر التنمية البشرية                                      | 0.793         | 0.483                                |
| رمز المكالمات الدولي                                      | +968          | +509                                 |
| رمز الإنترنت                                              | عمان          | .ht                                  |
| المنطقة الزمنية                                           | ت ع م+04:00   | 00                                   |

## منظمات دولية مشتركة
يشترك البلدان في عضوية مجموعة من المنظمات الدولية، منها:
| علم المنظمة | اسم المنظمة                               | تاريخ انضمام سلطنة عمان | تاريخ انضمام هايتي |
| ----------- | ----------------------------------------- | ----------------------- | ------------------ |
|             | منظمة الشرطة الجنائية الدولية             | ?                       | ?                  |
|             | منظمة التجارة العالمية                    | 2000                    | ?                  |
|             | البنك الدولي للإنشاء والتعمير             | 1971                    | 8 سبتمبر 1953      |
|             | منظمة حظر الأسلحة الكيميائية              | ?                       | ?                  |
|             | مؤسسة التنمية الدولية                     | 1973                    | 13 يونيو 1961      |
|             | الأمم المتحدة                             | 7 أكتوبر 1971           | 24 أكتوبر 1945     |
|             | يونسكو                                    | 10 فبراير 1972          | 18 نوفمبر 1946     |
|             | الاتحاد البريدي العالمي                   | ?                       | ?                  |
|             | المركز الدولي لتسوية المنازعات الاستشارية | 1995                    | 26 نوفمبر 2009     |
|             | مؤسسة التمويل الدولية                     | 1973                    | 20 يوليو 1956      |
|             | الاتحاد الدولي للاتصالات                  | 28 أبريل 1972           | 10 أكتوبر 1927     |
|             | وكالة ضمان الاستثمار متعدد الأطراف        | 1989                    | 11 ديسمبر 1996     |

## وصلات خارجية
- موقع وزارة الخارجية العمانية
- موقع وزارة الخارجية الهايتية